# Pavel Svoboda (politik, 1969)
Pavel Svoboda (* 9. března 1969 Praha) je bývalý český politik, na přelomu 20. a 21. století poslanec Poslanecké sněmovny za Unii svobody.

## Biografie
K roku 1998 se uvádí jako manažer, bytem Praha 15. Ve volbách v roce 1998 kandidoval do poslanecké sněmovny za Unii svobody (volební obvod Praha). Byl místopředsedou sněmovního výboru pro evropskou integraci, v letech 1998-2001 členem hospodářského výboru a v letech 2001-2002 členem výboru zahraničního. Ve volbách v roce 2002 mandát obhájil. Byl předsedou výboru pro evropskou integraci (později oficiálně výbor pro evropské záležitosti). V letech 2002-2003 a 2004-2006 byl taky členem zahraničního výboru sněmovny. V letech 2004-2006 byl rovněž místopředsedou poslaneckého klubu Unie svobody-DEU. V parlamentu setrval do voleb v roce 2006.
V roce 2002 se uvádí jako předseda pražské organizace Unie svobody-DEU. V roce 2004 krátce, do voleb do Evropského parlamentu, zasedal jako kooptovaný poslanec EP, než se mandátu ujali řádně zvolení poslanci za Českou republiku. Ve volbách do EP v roce 2004 kandidoval za formaci Unie liberálních demokratů (aliance liberálních stran včetně Unie svobody), ale nebyl zvolen.